# ماسينيسا الثاني
ماسينيسا الثاني (أو ماسينيسا الثاني) هو ملك نوميديا الغربية، وعاصمته في سيرتا من 81 إلى 46 قبل الميلاد. سُمِّيَ باسم جده الشهير، ماسينيسا مؤسس مملكة نوميديا.

## تاريخ
قد يكون «ماسينيسا» ابن ماستيابار، وهو ملك غامض لا يُعرف إلا من خلال نقش واحد مجزأ. وهو ابن للملك غودا الذي توفي عام 88 قبل الميلاد، والذي قسم مملكة نوميديا بينه وبين شقيقه هيمبسال الثاني.
في 81 قبل الميلاد قبل الميلاد، غزا الجنرال الروماني بومبيوس نوميديا التي كانت تحت حكم هيارباس، حيث دعم المتمردون الرومانيون دوميتوس. أخضع بومبي نوميديا في حملة استمرت أربعين يومًا وأعاد هيمبسال الثاني إلى عرشه وأنشأ «ماسينيسا» على رأسه. شكّل هذا اعترافًا رومانيًا رسميًا بمملكتي نوميديا.
خلال الحرب الأهلية الرومانية من 49-45 قبل الميلاد، ماسينيسا ويوبا تحالفوا مع بومبي، الذي سيطر مؤيدوه على مقاطعة إفريقيا، ضد يوليوس قيصر. في 46 قبل الميلاد قبل الميلاد، غزا قيصر إفريقيا، وغزا حلفاؤه باخوس الثاني من موريتانيا وبوبليوس سيتيوس، مملكة «ماسينيسا الثاني» من الغرب، واستولوا على العاصمة سيرتا. وتم إعطاء غرب مملكته إلى باخوس الأول، بينما تم إعطاء القسم الشرقي إلى سيتيوس. انتحر يوبا الاول بعد الهزيمة، لكن مصير «ماسينيسا الثاني» لم يُعرف. بينما أنسحب ابنه عرابيون للانضمام إلى قوات بومبي في هيسبانيا، ثم عاد لاستعادة جزء من مملكة أبيه نوميديا.